# 本間三郎
本間 三郎（ほんま さぶろう、1859年4月12日（安政6年3月10日） - 1928年（昭和3年）12月27日）は、日本の剣術家、政治家。流派は本間念流。称号は大日本武徳会剣道範士。衆議院議員（3期）。

## 経歴
上野国佐波郡赤堀村（現・群馬県伊勢崎市）の本間千五郎の三男。家伝の念流剣術（本間念流）を修行する。
明治時代に榊原鍵吉が撃剣興行で前橋を訪れ、その後榊原に入門。山岡鉄舟にも師事する。
1893年（明治26年）、警視庁の各警察署に撃剣試合を挑み、門奈正、内藤高治、佐々木正宜、夏目又之進、得能関四郎、柴田衛守ら撃剣世話掛を連破する。
1915年（大正4年）、第12回衆議院議員総選挙に当選。
1917年（大正6年）、第13回衆議院議員総選挙に当選。
1920年（大正9年）、第14回衆議院議員総選挙に当選。
1921年（大正10年）、大日本武徳会から剣道範士号を授与される。

## 親族
- 兄 本間千代吉 (初代) - 貴族院多額納税者議員[1]
- 二男 本間千代吉 (2代) - 貴族院多額納税者議員[1]